# Ота Юкі
Ота Юкі  (яп. 太田 雄貴, 25 листопада 1985) — японський фехтувальник, олімпійський медаліст. Чемпіон Універсіади 2005 року, чемпіон Азійських ігор 2006 року, чемпіон світу 2015 року.

## Виступи на Олімпіадах
| Олімпіада   | Дисципліна            | Місце |
| ----------- | --------------------- | ----- |
| Афіни 2004  | рапіра, індивідуальні | 9     |
| Пекін 2008  | рапіра, індивідуальні | 2     |
| Лондон 2012 | рапіра, особисті      | =9    |
| Лондон 2012 | рапіра, командні      | 2     |
| Ріо 2016    | рапіра, особисті      | 17    |